# Будеаса Маре (Арђеш)
Будеаса Маре (рум. Budeasa Mare) насеље је у Румунији у округу Арђеш у општини Будеаса. Oпштина се налази на надморској висини од 311 m.

## Становништво
Према подацима из 2002. године у насељу је живело 752 становника, од којих су сви румунске националности.